# Waihou
De Waihou is een rivier op het Noordereiland in Nieuw-Zeeland. De oorspronkelijke naam, Thames River, werd gegeven door James Cook. De rivier is het middelpunt van de Te Waihou Walkway.
Waihou betekent letterlijk "nieuw water". De rivier heeft een lengte van ongeveer 150 kilometer en stroomt over het algemeen noord-noord-westwaarts. De rivier passeert onder andere de plaatsen Putaruru, Te Aroha en Paeroa, alvorens het nabij Thames, aan de oostzijde van de Firth of Thames, de oceaan bereikt. De Waihourivier wisselt rustige delen af met stukken waarin de stroming erg sterk is. Er wordt ook geraft op de rivier.
Vlak voordat de rivier de oceaan bereikt, passeert State Highway 25 via de Kopu Bridge de rivier. Deze brug is ook de enige draaibrug in Nieuw-Zeeland, en is gebouwd om de files in het gebied te regelen.

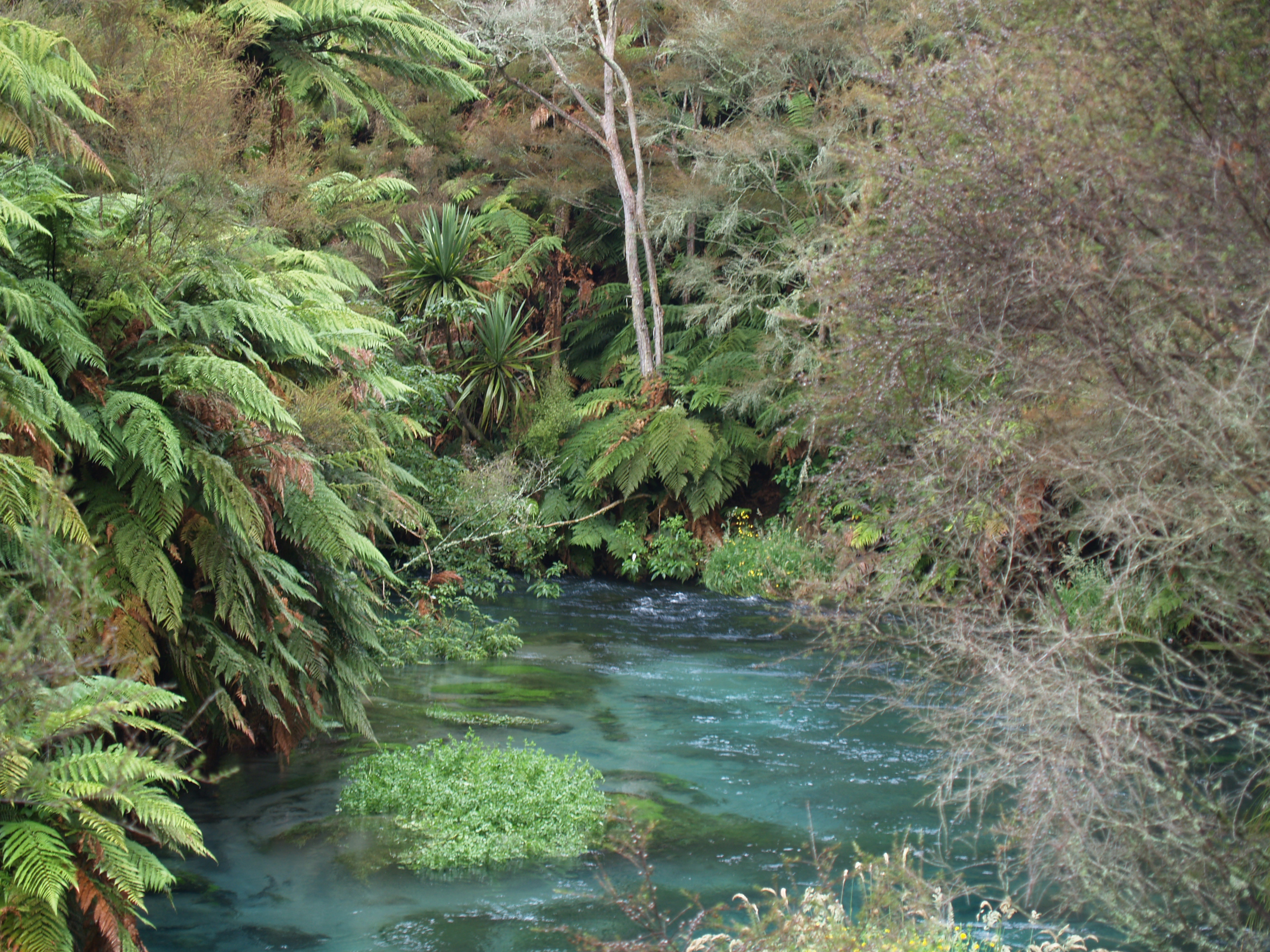
De Waihou nabij Putaruru
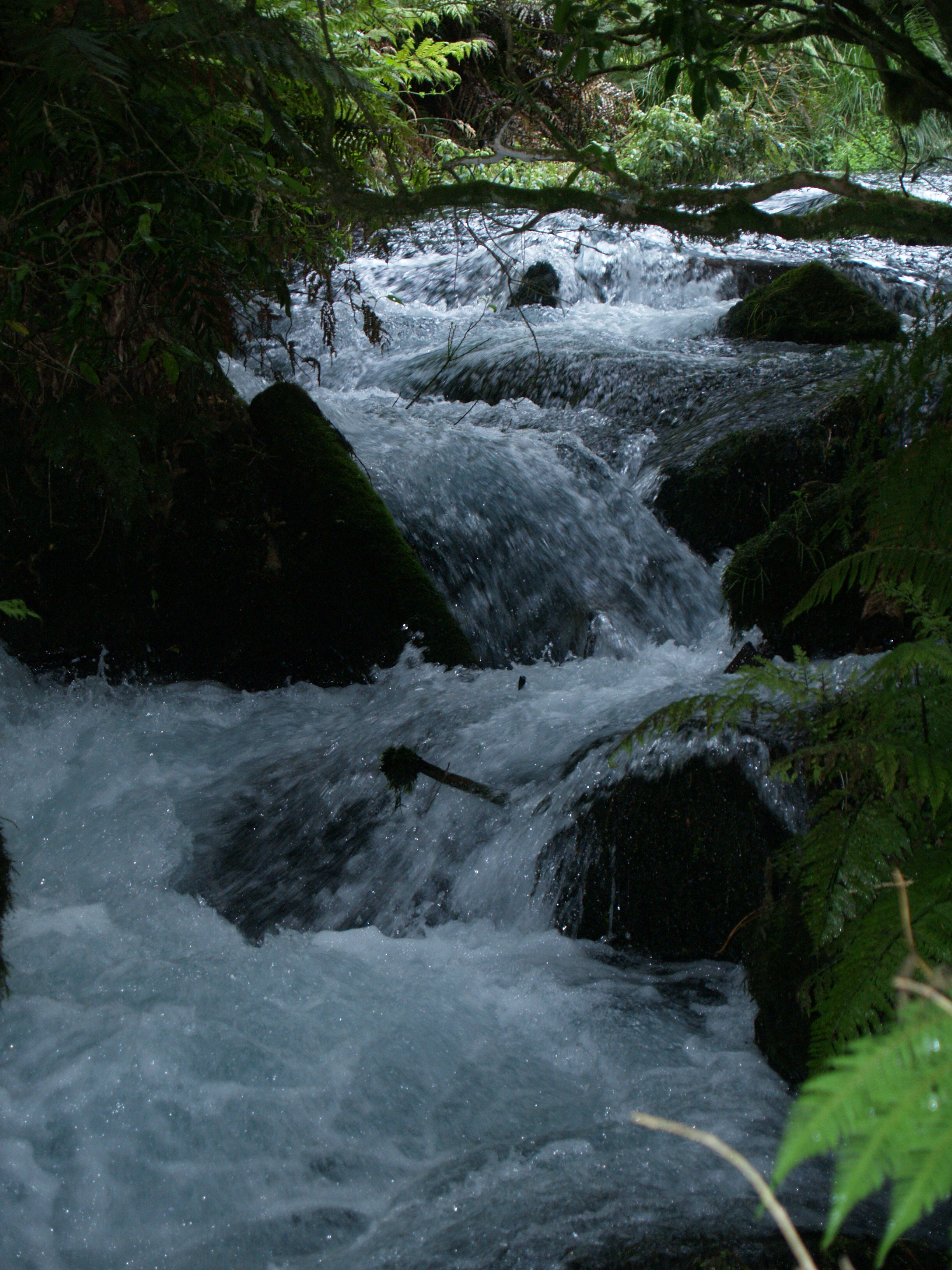
Waterval tijdens de Te Waihou Walkway.